# El mudo
El mudo es una película peruana de drama peruana bajo la dirección de los hermanos Daniel y Diego Vega.

## Sinopsis
Algunos acontecimientos inesperados en la vida de Constantino Zegarra, un juez peruano, lo llevan a pensar que están buscando eliminarlo.

## Reparto
- Fernando Bacilio
- Norka Ramírez
- Lidia Rodríguez
- Ernesto Ráez
- Augusto Varillas
- Juan Luis Maldonado
- José Luis Gómez

## Premios
- 2013: Festival de Locarno: Mejor actor (Fernando Bacilio)[3]
- 2013: Festival de La Habana: Mejor música original